# Will Ferdy

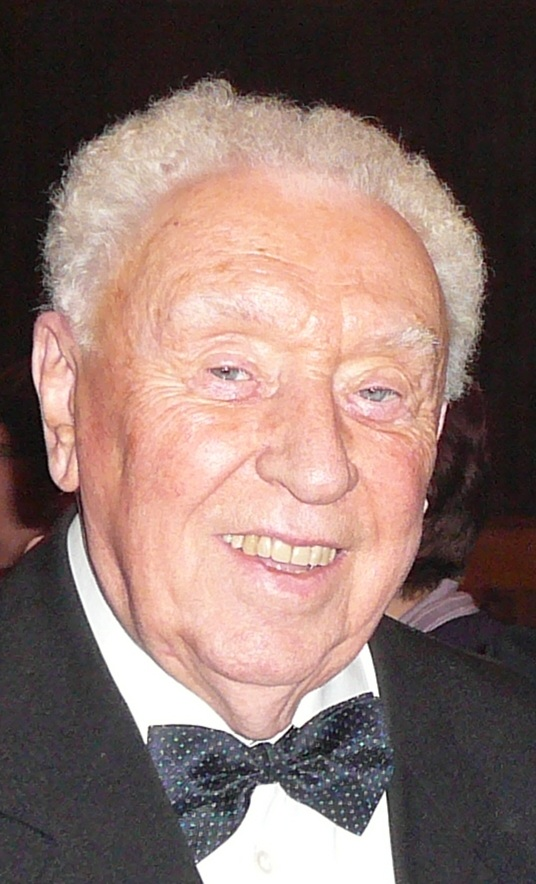
Will Ferdy beim Musikevent De Eregalerij, 2013

Will Ferdy (* 9. März 1927 in Gent als Werner Ferdinande; † 8. November 2022 in Antwerpen) war ein belgischer Sänger, Komponist, Autor und Schauspieler. Sein bekanntestes Lied Christine erschien 1965. Zu seinem Repertoire gehörten neben Eigenkompositionen aus dem Französischen übersetzte Chansons von Jacques Brel, Varieté- und Theater-Auftritte sowie Rollen in Hörfunk- und Fernseh-Produktionen. Mit seinem frühen Coming-out im Jahr 1970 wurde der Flame zudem zur Galionsfigur der LGBT-Gemeinschaft Belgiens.

## Werk
Nach einer „One-Man-Show“ bei seiner Kommunion 1938, dem Familienumzug 1939 und ersten Auftritten in der Komödiantentruppe des neuen Wohnorts Ledeberg gründete der Jugendliche zusammen mit einigen Freunden die „Will Ferry Cabaret Company“. Zu Beginn seiner Karriere als professioneller Sänger 1948 änderte er den Nachnamen in Ferdy. Die Anfangsjahre gestalteten sich trotz seines Hits Ziede Gij Me Gere (Hast du mich richtig gesehen?, 1950) und der 1953 gestarteten Kleinkunst-Darbietungen rund um seine beliebten Figuren „Flup de Facteur“ (Flup, der Postbote) und „Peterke“ schwierig.

### Musik
Mit Het Regent in de Straten (Es regnet in den Straßen, 1954) wechselte Ferdy ins Chanson-Genre, den kommerziellen Erfolg leitete jedoch erst der Song Het Schrijverke (Der Gyrinus natator, 1960) nach einem Gedicht von Guido Gezelle ein. Es folgten weitere Hits wie Belijdenis (Bekenntnis, 1964), De Stervende (Der Sterbende, 1964, Musik von Jacques Brel), und 1965 Christine, das in sechs Versionen erschien:Belgisches Niederländisch, Französisch, Englisch, Deutsch, Genter Dialekt und als Parodie. 1969 folgte De Laatste Zeven Dagen (Die letzten sieben Tage) und 1981 De Straatmus van Parijs (Der Spatz von Paris).
1971 erhielt Ferdy eine Goldene Schallplatte für seine LP Will Ferdy zingt Armand Preud’homme, 1979 eine Goldene Schallplatte für seine LP Will Ferdy zingt Jacques Brel … en Will Ferdy (1975) und 1983 eine Platin-Schallplatte für mehr als 100.000 verkaufte Exemplare seiner großen Erfolge.
1980 und 1997 erschienen zwei Zyklen von Liedern nach Gedichten von Guido Gezelle. Die 2003 veröffentlichte Bonus-CD zu Liefde sterft nooit helemaal (Die Liebe stirbt nie ganz) enthielt sechs Versionen des Erfolgssongs Christine. Das Musikstück brachte dem Künstler 2004 die Aufnahme in die „Ehrengalerie“ des VRT-Hörfunksenders Radio 2 ein. Im selben Jahr lernte Ferdy den Pianisten Jürgen De Smet kennen, der ihn fortan auf der Bühne begleitete.
Zusammen produzierten sie sieben Alben, an denen De Smet hauptsächlich als Komponist beteiligt war: Ik dacht ik heb mijn tijd gehad (Ich dachte, ich hätte meine Zeit gehabt, 2005), En de jaren gingen voorbij (Und die Jahre vergingen, 2006), Een leven vol muziek (Ein Leben voller Musik, 2007), Liedjes uit liefde (Lieder der Liebe, 2007), Voor elk moment (Für jeden Augenblick, 2008), Bis (Bis, 2011) und Nu en toen (Jetzt und dann, 2013).

### Varieté, Kleinkunst und Theater
In den 1970er-Jahren trat Ferdy als Varietékünstler im Bobbejaanland auf. In den 1990er-Jahren ging er mit den Theaterstücken Over alle Grenzen (Über alle Grenzen hinweg), Ik ben er ook! (Ich bin auch hier!) und Zo gezegd, Zo gezongen (So gesagt, so gesungen) in Flandern auf Tournee. 2003 stand er in der Komödie Frikadellenkoek met kriekskes an der Seite von Ruud De Ridder auf den Brettern des Echt Antwaarps Teater. Ab 2005 nahm er mehrere Jahre zusammen mit De Smet an den jährlichen Gentse Feesten (Genter Festivals) teil: 2005 mit der Theatershow Will Ferdy intiem, 2006 mit der Show Charme van het Chanson etc. 2011 inszenierte De Smet die Theatershow Nu weten ze wie ik ben (Jetzt wissen sie, wer ich bin) über Ferdys Leben und Werk mit den Leadsängerinnen Sonia Pelgrims und Marijn Devalck.

### Radio, Fernsehen, Film und Bücher
In den 1970er-Jahren wurden die Niederlande auf die Arbeit Ferdys aufmerksam und es folgten einige Fernseh- und Radiosendungen. Ab 1994 sprach er die Rolle des Zeitungsjungen Mielke Tullekens im Hörspiel ’t Koekoeksnest, das von 1990 bis 1997 auf Radio 2 ausgestrahlt wurde. 2009 spielten Ferdy und Jo Leemans die Hauptrollen in dem Kurzfilm My Donna des Filmemachers Nicolaas Rahoens.
Ferdy veröffentlichte drei Bücher, in denen er von erfolgreichen und weniger erfolgreichen Unternehmungen und Erfahrungen in seinem Beruf und in seinem Privatleben erzählt: Zo ben ik nu eenmaal (So bin ich nun einmal, 1987), De waarheid (Die Wahrheit, 1989) und De moeilijke jaren (Die schwierigen Jahre, 1991).

## Privatleben
Im Herbst 1970 löste Ferdys Coming-out eine Empörungswelle in Flandern aus. Er war der erste prominente Flame, der sich als homosexuell outete, zuerst im Radio und dann in der Fernsehsendung Inspraak (Bürgerbeteiligung). 2018 sagte er in dem dreiteiligen Dokumentarfilm Voor de mannen (Für die Männer) von Xavier Taveirne für den Fernsehsender Canvas: „Ich habe mein Outing teuer bezahlt. Nicht in Bezug auf die Öffentlichkeit, aber auf einige Organisationen. Auch die VRT, damals noch BRT. Ich bin regelmäßig in den Jugendsendungen aufgetreten, aber nach meinem Outing wurde mir plötzlich gesagt, dass sie mich vorerst nicht mehr darum bitten können. Und doch: Ich habe es keine Sekunde bereut.“ Ferdys Offenheit machte ihn gegen seinen Willen zu einem Aushängeschild der LGBT-Community.
Die Überwindung einer tiefen Depression kommt in seinem Album Ik ben van ver terugkomen (Ich bin aus der Ferne zurückgekommen, 1972) zum Ausdruck. Er machte keinen Hehl daraus, dass der Glaube eine wichtige Rolle in seinem Leben spielte. Dass die Kirche gegen Homosexualität ist, hielt er für eine Nebensache, dass Jesus schwul war und er Johannes liebte, für eine Tatsache. Lange nach der Aufnahme bekannte Ferdy, die verlorene Liebe im Song Christine habe in Wahrheit Raf geheißen. Kurz nach der Ehrung durch die VRT (s. o.) nahm der Sänger das Stück unter dem Titel Mijn vriend (Mein Freund, 2004) neu auf.

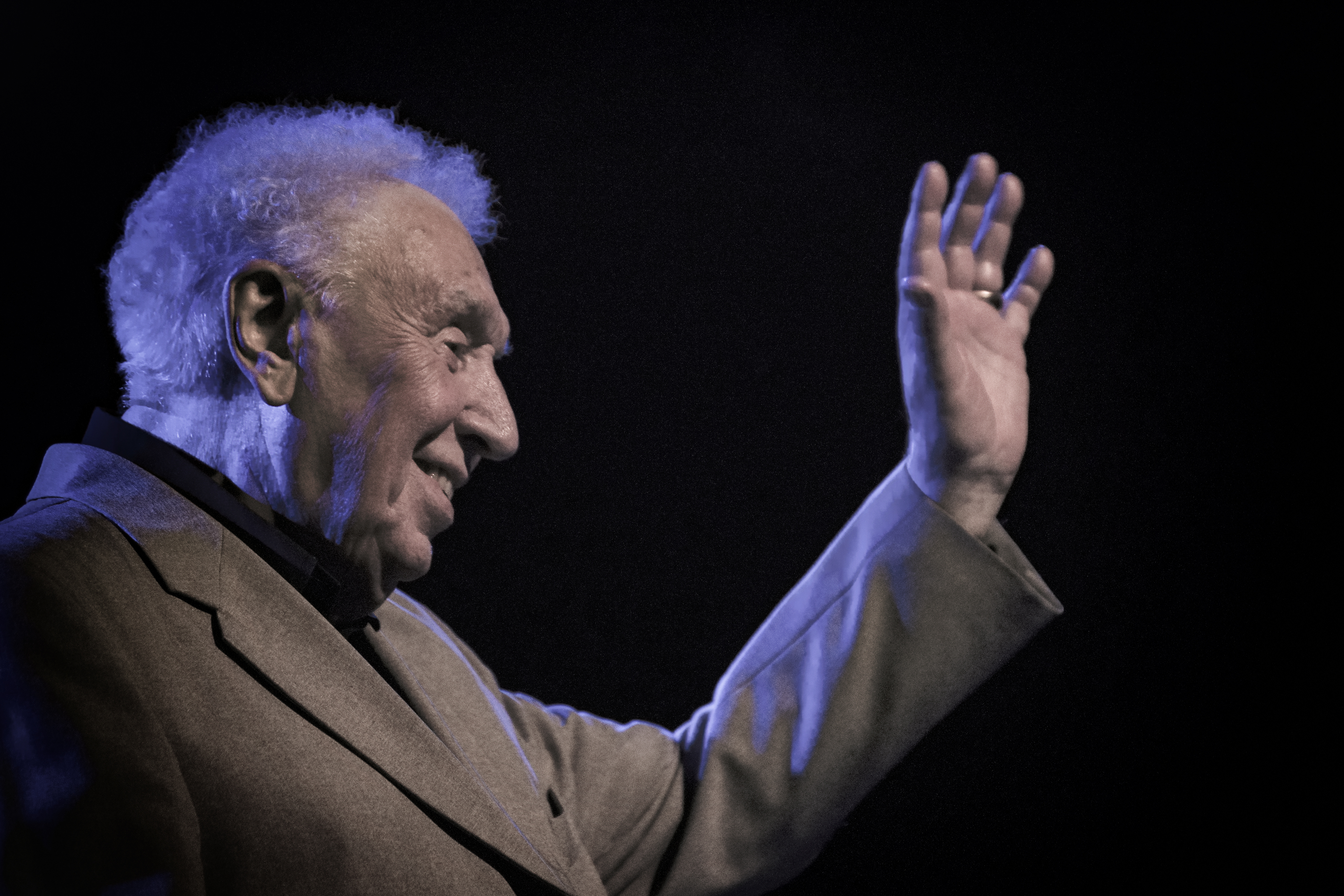
Will Ferdy beim Abschiedskonzert 2013

Am 17. November 2013 gab Ferdy im Lindner Hotel in Antwerpen sein offizielles Abschiedskonzert, das am 9. März 2014 (zum 87. Geburtstag) als DVD veröffentlicht wurde. Ende Juni 2014 trat der Sänger nach 66-jähriger Karriere zum letzten Mal auf. Seine letzten Lebensjahre verbrachte er in seiner Servicewohnung im Antwerpener Stadtteil Linkeroever, wo er im Alter von 95 Jahren starb. Will Ferdy wurde am 19. November 2022 auf dem Schoonselhof in Antwerpen beigesetzt.

## Ehrungen
2001 erhielt Ferdy einen Platz in der Ehrengalerie von Radio 2 für sein musikalisches Lebenswerk. 2006 gewann er den „Gay Krant Award“, der alle vier Jahre an Personen verliehen wurde, die sich nach Meinung der Leser für die Emanzipation der Homosexuellen einsetzen. 2015 folgte der „Lifetime Achievement Award“ des flämischen Dachverbands der LGBTQ+-Organisationen çavaria für sein Outing und dessen Einfluss.
Der nach Ferdy benannte Kleinkunstpreis „Grote Prijs Will Ferdy“ ehrte von 1966 bis 1988 zunächst im Abstand von vier, dann alle drei Jahre junge Talente, darunter Frank Dingenen (1973) und Jan Puimège (1976). Der Wettbewerb wurde aufgrund „mangelnder Unterstützung durch Radio und Fernsehen, die selbst Talentshows im großen Stil veranstalteten, eingestellt“.